# Битва за Дюнкерк
Битва за Дюнкерк (26 мая — 4 июня 1940 года) — последнее крупное сражение французской кампании между войсками союзников и нацистской Германии. Замедление темпа немецкого наступления из-за так называемого «стоп-приказа» Гитлера и сдерживающие бои союзников позволили британцам эвакуировать в Англию около 198 тыс. британских и 140 тыс. французских солдат.

## Предшествующие события
10 мая 1940 года началось наступление немецких армий против Нидерландов, Бельгии и Франции. На севере германская группа армий «B» вторглась и захватила Нидерланды, после чего двинулась на юго-запад через Бельгию.
Согласно мнению французского главнокомандующего Мориса Гамелена, войска Германии должны были быть остановлены на линии Мажино. Три армии под его командованием, 1-я, 7-я французские и Британский экспедиционный корпус, двинулись по реке Дейле. Танки же немецкой группы армий «А» прорвались через Арденны, перешли французскую границу у Седана, а затем двинулись на северо-запад к Ла-Маншу, чтобы рассечь, по плану Манштейна, силы союзников.
20 мая немецкие танковые дивизии, заняв Амьен и Абвиль, вышли к побережью Ла-Манша. Группировка французских, бельгийских и английских войск в Бельгии оказалась отрезанной от французских армий, находившихся южнее Соммы. Танковая группа Клейста повернула на север и северо-восток и нанесла удары в направлении Булонь, Кале и Сент-Омер. Выход немецких танковых соединений к побережью Ла-Манша означал рассечение группировки союзников в Северной Франции. 20 мая Гитлер поставил перед вермахтом новые задачи: уничтожить французские, английские и бельгийские войска, оказавшиеся в изоляции, и  
начать подготовку к наступлению в Центральную Францию. 
Французский главнокомандующий Вейган обсудил положение с бельгийским королем Леопольдом III и командующим 1-й группой армий генералом Бийотом, предложив организовать контрудар силами отсеченных армий на юг с целью соединения с французскими войсками на Сомме. Единственное, что сумели осуществить союзники, — это провести контрудар по противнику ограниченными силами 21 мая под Аррасом. 
Не добившись успеха, командующий 1-й группой армий генерал Бланшар был вынужден отвести свои войска на рубеж каналов Дуэ, Ла-Бассе, Бетюн. Так закончилась первая и последняя попытка прижатых к морю союзных войск выйти на соединение с основными силами. 
23 мая танковый корпус Гудериана, блокировав Булонь и Кале, вышел на рубеж канала Аа примерно в 20 км от Дюнкерка. На правом фланге войск Гудериана танковый корпус Г. Рейнгардта достиг линии каналов от Сент-Омер до Эр. Возникла непосредственная угроза захвата немецкими войсками Дюнкерка. С падением этого последнего крупного порта блокированные войска потеряли бы единственный путь снабжения и возможность эвакуации. 
Войскам союзников, скопившимся на побережье, угрожала катастрофа, так как танковой группировке немцев на линии каналов противостояли лишь разрозненные силы французов и англичан — шесть батальонов без артиллерии. 24 мая командующий группой армий «А» Рундштедт с одобрения Гитлера, прибывшего в этот день в его штаб, приказал танковым силам временно остановиться на рубеже Гравлин, Сент-Омер, Бетюн. Этот, так называемый «стоп-приказ» оказал большое влияние на ход боевых действий в Северной Франции. Остановка танков замедлила темпы немецкого наступления, сняла угрозу немедленной потери союзниками Дюнкерка и захвата противником прибрежной полосы. Командование союзников начало срочно перебрасывать на угрожаемый участок подкрепления. Окруженные гарнизоны Булони и Кале оказывали упорное сопротивление, но 25 мая немецкие войска все-таки захватили Булонь, а 26-го — Кале.

## Бои на плацдарме
Против прижатой к морю группировки союзников действовали немецкие войска группы армий «Б» (18-я и 6-я армии) и соединения 4-й армии группы армий «А», которой были приданы танковые группы Клейста и Гота, всего 43 дивизии. Немцы имели подавляющее превосходство в танках и авиации. 26 мая войска союзников, отказавшись от попыток соединиться с главными силами французской армии, начали отступление на север — в район Дюнкерка. Вейган в телеграмме Бланшару подтвердил необходимость обороны района Дюнкерка и дал указание принять меры по освобождению Кале и мыса Гри-Не, чтобы улучшить условия материально-технического снабжения союзных войск морем. План французского командования оказался нереальным, так как началась эвакуация британских экспедиционных сил. 27 мая король Бельгии Леопольд III принял решение о капитуляции бельгийской армии, что вынудило французское и британское командования принять на себя создание обороны на фронте Ньивпорт, Диксмюд, Ипр.
27 мая, когда англичане начали эвакуацию из Дюнкерка, немецкие войска в соответствии с директивой Браухича от 26 мая развернули общее наступление против изолированной группировки союзников. Приказ об остановке танков Клейста на рубеже Аа был отменен. Войска Рундштедта нанесли два рассекающих удара с запада в направлении Ипра и Турне, чтобы разгромить противника и соединиться с группой армий «Б», наступавшей с востока. 
Союзники с боями начали отход. Отступление британских войск за рубеж реки Лис создало тяжелую обстановку для шести французских дивизий в районе Лилля. Они оказались отрезанными от основной группировки своих войск и вели борьбу в окружении, но 31 мая вынуждены были сложить оружие. 28 мая французское адмиралтейство, осознав, что о какой-либо длительной обороне плацдарма в районе Дюнкерка не 
может быть и речи, поручило контр-адмиралу Ландрио создать флотилию для эвакуации своих войск. В состав флотилии было включено 9 эсминцев, 6 миноносцев, около 20 других военных кораблей и почти 200 гражданских судов. Но осуществить организованную эвакуацию французских частей уже было крайне сложно. 
28 и 29 мая войска союзников отошли на небольшой узкий плацдарм у Дюнкерка, где организовали оборону по каналам Мардик, Бас-Кольм и далее к побережью восточнее Ла-Панна. Французские войска взяли на себя оборону западного сектора, а английские — восточного. Руководство обороной было возложено на адмирала Абриаля. Но британское командование не подчинялось его указаниям и спешно проводило эвакуацию своих войск. 
31 мая Горт покинул Францию. На плацдарме остались три английские дивизии под командованием генерала Александера. Отклонив предложение адмирала Абриаля использовать английские части для обороны, Александер в ночь на 3 июня полностью эвакуировал свои войска. Утром 4 июня немецкие части вошли в город. В районе Дюнкерка еще оставалось свыше 40 тысяч французов, которые попали в плен.

### Действия авиации
Хотя порт Дюнкерка серьезно пострадал от авианалетов, он оставался пригодным для перевозки солдат, особенно в ночное время. Бомбардировки войск, находящихся на пляжах, не имели большого успеха, поскольку бомбы глубоко проникали в песок и взрывы заглушались. Однако атаки на транспортные суда и военные корабли наносили немалый ущерб. Если бы налеты были сосредоточены на транспортных судах, эвакуация Дюнкерка обошлась бы гораздо дороже. В результате бомбардировок, вероятно, погибли бы тысячи людей.  
Потери союзников в ходе эвакуации составили 226 судов всех типов. Большинство кораблей было потеряно в результате воздушных атак.
Королевские военно-воздушные силы сделали все возможное, чтобы обеспечить воздушное прикрытие эвакуации, однако время подлета над Северным морем ограничивало время действия истребителей над районом боевых действий и, кроме того, они оказывались в меньшинстве. Несколько истребителей Королевских ВМС типа Skua и Roc, прикрывавших Дюнкерк с воздуха, были по ошибке сбиты истребителями «Спитфайр» и «Харрикейн», которые приняли незнакомые самолеты за немецкие. Королевские ВВС потеряли 106 истребителей, некоторое количество истребителей также потерял ВМФ.  Потери Германии составили 132 самолета всех типов. При этом около 50–60 самолетов были сбиты зенитными орудиями.
Немецкие истребители совершили над Дюнкерком около 2 тыс. боевых вылетов, при этом было потеряно 37 истребителей; Британские истребители совершили 1764 боевых вылета.

## Эвакуация
Ещё 19 мая британское адмиралтейство отдало распоряжение командующему Дуврским морским районом адмиралу Б. Рамсею начать разработку плана эвакуации английских войск из Дюнкерка. 
26 мая Джон Горт, главнокомандующий британскими войсками во Франции,  получил телеграмму с разрешением приступить к операции «Динамо» — эвакуации британских войск из Франции. 
По британским данным, в ходе эвакуации из Дюнкерка было вывезено в Великобританию: 198 229 человек британских войск; 139 997 человек французских войск.
Потери Великобритании в живой силе и вооружениях составили:
- 297 кораблей;
- 106 самолётов;
- 108 111 солдат и офицеров;
- 2472 пушки;
- 84 427 автомобилей;
- 77 318 тонн боеприпасов.

Вопреки уверениям Геринга, люфтваффе не смогло уничтожить силы союзников. При этом было потеряно 262 самолёта.

## Результаты
С падением Дюнкерка закончилась первая стратегическая операция вермахта, имевшая целью разгром союзных войск в Бельгии и Северной Франции. Голландская и бельгийская армии почти полностью были взяты 
в плен. Оказались разгромленными 28 французских дивизий, крепостные войска ряда укрепленных секторов. Во Фландрии и в Дюнкерке Франция лишилась четверти всей артиллерии, трети легких и тяжелых танков, 
трех четвертей средних танков. Во время эвакуации из Дюнкерка противник потопил пятую часть французских судов, принимавших участие в операции, в том числе 7 эсминцев, 30 вспомогательных тральщиков.
Операция «Гельб» завершилась для вермахта необычайным успехом; ценой малых потерь успешный маневр танковых дивизий и последовавшее за этим окружение привели к уничтожению трех французских армий (1-й, 7-й и 9-й), оставлению континента британскими экспедиционными силами, серьезно ослабленными понесенными людскими и материальными потерями, и к капитуляции бельгийской и голландской армий. Было захвачено более миллиона пленных и был сделан решающий вклад для полной победы на Западном фронте. Для Франции Дюнкерк стал катастрофическим поражением. Хотя более 100 тыс. солдат были эвакуированы, потери в людях и технике были слишком велики; французской армии теперь пришлось вести вторую часть кампании без британской помощи  и в условиях непреодолимого отставания  от вермахта. Результат был предсказуем, и Франция была бы вынуждена сложить оружие в течение 20 дней. По словам американского историка и журналиста Уильяма Л. Ширера : «Дюнкерк стал концом начала для англичан; но для французов это было началом конца».